# Jan van Nerijnen

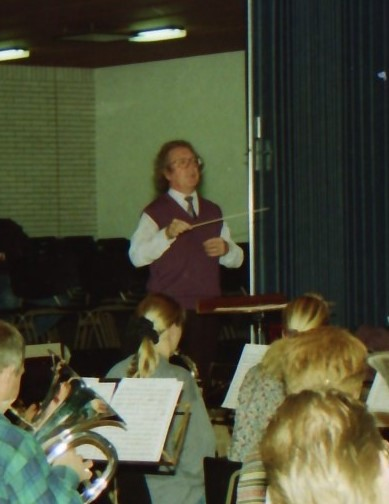
Jan van Nerijnen (1992)

Jan van Nerijnen (* 14. März 1935 in Dubbeldam, Provinz Südholland; † 24. März 2016 in Utrecht) war ein niederländischer Komponist und Dirigent. Er benutzte auch die Pseudonyme David Seeker, John Nimbly und Werner Taler.

## Leben
Mit 10 Jahren spielte er bereits Flügelhorn in dem Fanfare-Orchester Kunst na Arbeid in Dordrecht, Niederlande. Vom damaligen Dirigenten der Fanfare bekam er Unterricht in Klavier und Musiktheorie. Von 1950 bis 1955 studierte er am Konservatorium Utrecht Trompete bei Anton Bakker, Klavier bei Anton Dresden und Jan de Man, Komposition bei Kees van Baaren und George Stam. 1955 diplomierte er.
Seit 1956 war er – als Nachfolger seines Trompetenlehrers Anton Bakker – Trompeter beim Utrechts Symfonie Orkest bis 1985. 1957 bis 1960 war er Dozent für Blechblasinstrumente am Konservatorium in Utrecht, 1961 bis 1980 Dozent für Blechbläser und Klavier an der Musikschule Peter van Anrooy in Zaltbommel sowie 1970 bis 1976 Dozent für Blechblasinstrumente in der Musikschule A. Feijten in Vleuten/De Meern. Seit 2010 war Nerijnen als Rezensent für die Zeitung Brabants Dagblad tätig.
Er war Dirigent mehrerer Chöre sowie von etwa 15 Harmonie- und Fanfare-Orchestern.
Sein Œuvre umfasst nahezu ausschließlich Werke für Blasorchester und Blechbläserensembles.

## Werke

### Werke für Blasorchester
- 1968 Twilights Ouverture
- 1969 Paladin Ouverture
- 1970 Blues for Brass
- 1981 Cassazione voor Harmonie-Orkest Suite
  1. Marcha
  2. Habanera
  3. Vals Español
  4. Gitana
- 1982 Sketch for Youth Band
- 1982 Ballad for the Audience (als David Seeker)
- 1982 Oldtimer Rag (als David Seeker)
- 1983 Lyrics in Affection für Saxophon und Blasorchester
- 1983 Get down to brass tacks
- Booby Prize (als John Nimbly)
- 1984 Rondom Kerst
- 1984 Rondom 5. Dezember
- 1985 Noche en Barcelona Solo für Trompete und Blasorchester
- 1986 Speelemeien für Jugend-Blasorchester
- 1986 Friolera con pendiente (als John Nimbly)
- 1986 Between Two and Six (als David Seeker)
- 1987 Sailing (als David Seeker)
- An Ort und Stelle (als Werner Taler)
- Der Zaunritter (als Werner Taler)
- Die Trickdose (als Werner Taler)
- Eile mit Weile (als Werner Taler)
- Transit-Erlaubnis (als Werner Taler)